# Torneo de Ostrava 2021
El J&T Banka Ostrava Open 2021 fue un torneo femenino de tenis se jugó en pistas cubiertas duras. Se trató de la 2.ª edición, como parte del calendario de torneos wta 500 de la WTA Tour 2021. Se llevó a cabo en Ostrava (República Checa) del 20 al 26 de septiembre de 2021.

## Distribución de puntos
| Modalidad           | Campeona | Finalista | Semifinales | Cuartos de final | 2ª ronda | 1ª ronda | Clasificadas | 3ª ronda de clasificación | 2ª ronda de clasificación | 1ª ronda de clasificación |
| Individual femenino | 470      | 305       | 185         | 100              | 55       | 1        | 25           | 18                        | 13                        | 1                         |
| Dobles femenino     | 470      | 305       | 185         | 100              | -        | 1        | -            | -                         | -                         | -                         |

## Cabezas de serie

### Individuales femenino
| Tenista                  | Ranking | Preclasificada |
| Iga Świątek              | 8       | 1              |
| Petra Kvitová            | 10      | 2              |
| Belinda Bencic           | 12      | 3              |
| María Sákkari            | 13      | 4              |
| Anastasia Pavlyuchenkova | 14      | 5              |
| Angelique Kerber         | 15      | 6              |
| Elena Rybakina           | 17      | 7              |
| Karolína Muchová         | 22      | 8              |
| Paula Badosa             | 27      | 9              |

- Ranking del 13 de septiembre de 2021.

### Dobles femenino
| Tenista                          | Ranking | Preclasificada |
| Magda Linette Bernarda Pera      | 115     | 1              |
| Sania Mirza Shuai Zhang          | 129     | 2              |
| Kaitlyn Christian Erin Routliffe | 134     | 3              |
| Eri Hozumi Makoto Ninomiya       | 142     | 4              |

## Campeonas

### Individual femenino
Anett Kontaveit venció a  María Sákkari por 6-2, 7-5

### Dobles femenino
Sania Mirza /  Shuai Zhang vencieron a  Kaitlyn Christian /  Erin Routliffe por 6-3, 6-2